# Телефонный разговор

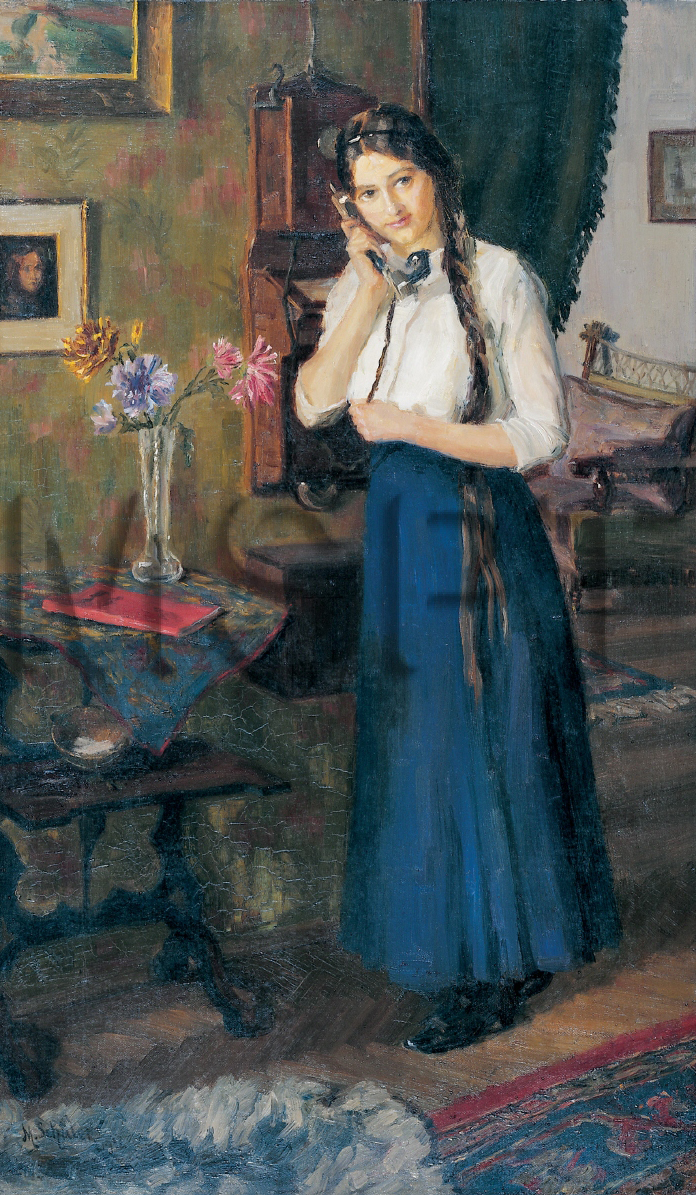
Макс Зюллер. Молодая женщина с телефоном. Музейный фонд почт и телекоммуникаций, Германия

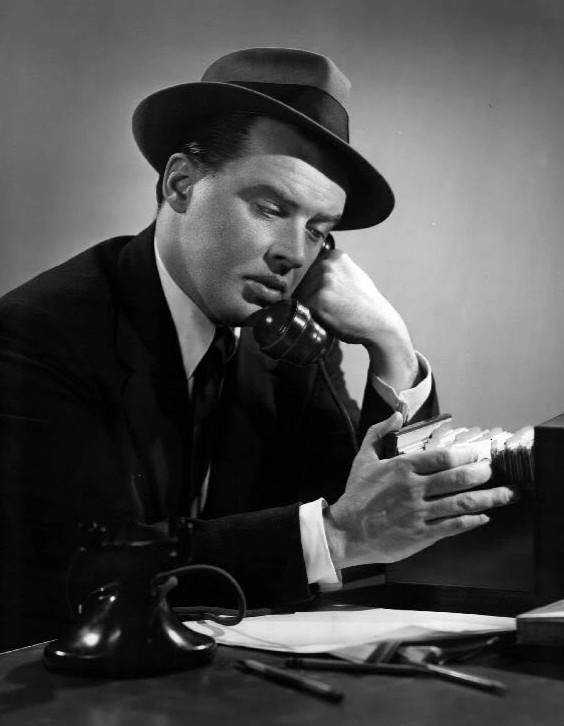

Телефо́нный разгово́р — это один из видов устной речи с использованием телефонного аппарата и средств связи — внутренней сети организации или телефонной сети общего пользования, коммутатора или АТС и т. п.
Для обозначения телефонного разговора используются также понятия телефонный вы́зов и телефонный звоно́к (англ. telephone call).
Телефонный вызов, телефонный звонок — это технологические термины обозначающие, как попытку установления соединения между телефонным оборудованием пользователей, так и процесс их общения в рамках уже установленного соединения. Как правило поступивший вызов пользователя (абонента) телефонной сети сопровождается специальным звуковым сигналом его аппарата для привлечения внимания, отсюда и название «звонок».
Начиная с XX века телефония прочно вошла в жизнь общества и телефонные разговоры стали одним из повседневных рабочих и бытовых явлений современного человека. Связь по телефону используются родственниками и друзьями, находящимися далеко друг от друга в качестве одного из инструментов межличностных отношений. Переговоры по внутренней телефонной связи в организациях и различных предприятий ускоряют взаимодействие между сотрудниками. Большинство видов бизнеса, обращение граждан в государственные органы и т. п. подразумевают общение по телефону с клиентами как минимум на начальном этапе взаимодействия.
С точки зрения экономики и общества возможность телефонных переговоров рассматривается как благо и важное условие комфортной жизни человека.

## Первый телефонный разговор
Считается, что первый телефонный звонок был сделан 10 марта 1876 года Александром Грейамом Беллом.
На самом деле телефон изобрёл итальянец Антонио Меуччи, который подал заявку на патент своего изобретения ещё в 1871 году, за 5 лет до Белла. Известность А. Белла объясняется тем, что именно он и созданная им компания «Бэлл компани» способствовали популяризации телефонии и широкому развитию отрасли.
Белл продемонстрировал передачу речи с помощью электричества, передавая вызов своему помощнику электрику Томасу Уотсону. Первый разговор двух, находившихся в разных комнатах, людей состоялся : «Ватсон, приходи! Ты здесь мне нужен». Это событие было названо «наибольшим успехом» Белла, как демонстрация первого успешного использования телефона.
В России первый телефонный разговор состоялся в ноябре 1879 года между Петербургом и Малой Вишерой.

## Развитие возможностей телефонных переговоров

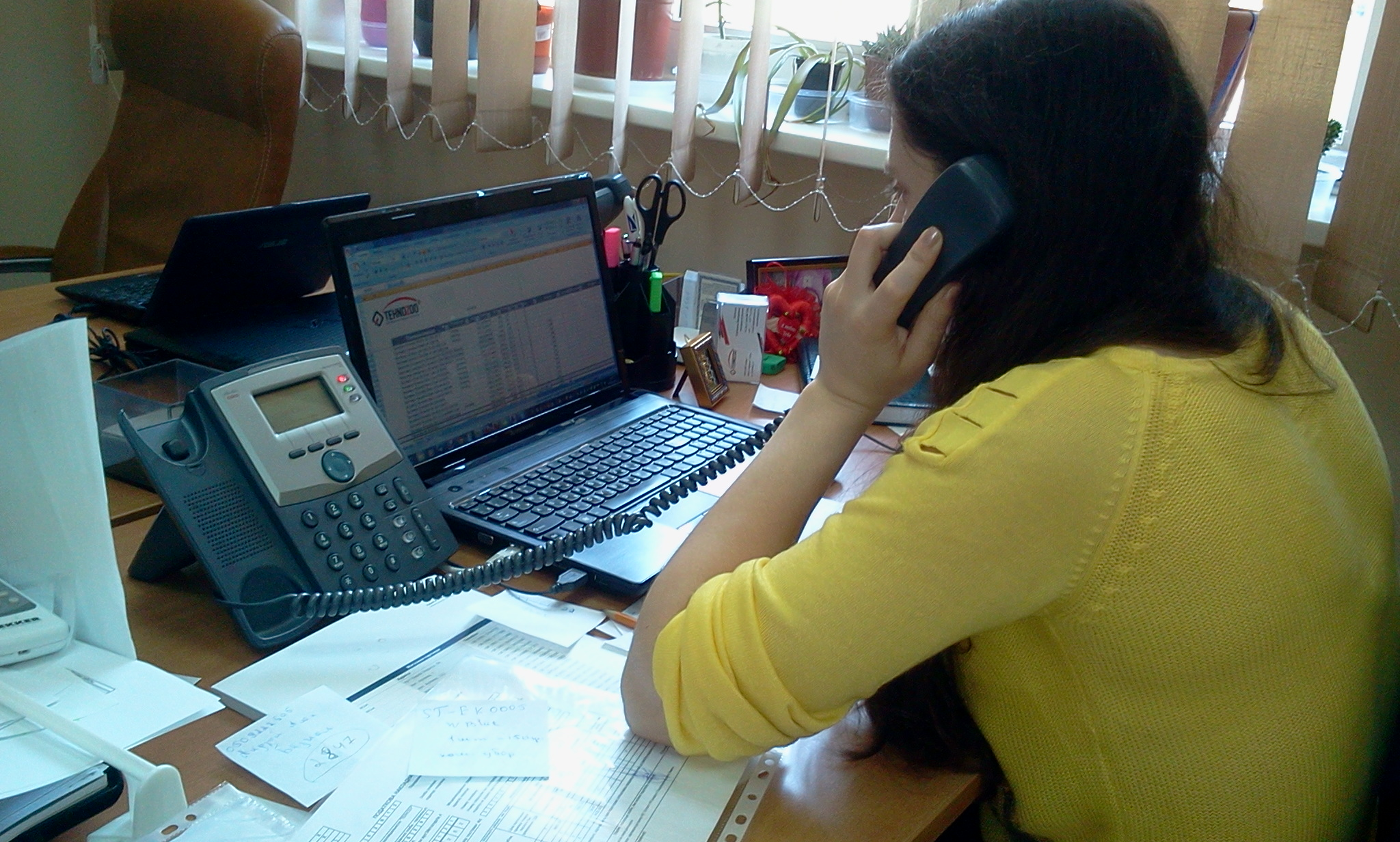
Сотрудник интернет-магазина разговаривает по телефону

Первые устройства телефонной связи были соединены друг с другом напрямую. Далее с развитием популярности появились проводные городские и региональные телефонные сети, объединённые впоследствии во всемирную телефонную сеть общего пользования, что позволило вести переговоры пользователям в разных точках земного шара.
Впрочем, параллельно развивалась и внутренняя телефонная связь внутри организаций, как инструмент быстрых коммуникаций крайне важных, как в коммерции, так и на любом производстве, а также в различных видах управления.
Появились операторы связи — специализированные компании, предоставляющие различные виды услуг телефонии. Сформировались принципы государственного и интернационального регулирования работы в единой телефонной сети.
На заре телекоммуникаций для установления связи использовалось соединение через оператора телефонного коммутатора (телефонистку), когда вызываемый пользователь просил соединить его вручную с адресатом вызова. Впоследствии для упрощения набора появились телефонные номера, которые позволили устанавливать связь в полуавтоматическом и автоматическом режиме. При этом вызывающий абонент, дозвонившись до телефонного устройства вызываемого абонента пока тот не примет вызов слышит специальный автоматический сигнал, называемый сигналом контроля посылки вызова, как правило, длинные гудки.
Развивались и другие возможности телефонной связи, повышающие удобство телефонных переговоров. Появились автоответчики и голосовая почта, позволявшие вести переговоры даже в тех случаях, когда вызываемый пользователь был далеко от телефонного аппарата. Для связи нескольких пользователей одновременно появилась функция конференц-связи.
В связи с тем, что телефонизация происходила не мгновенно, во многих крупных городах создавались телефонные переговорные пункты и таксофоны для общественного пользования.
С развитием техники появились и получили широкое распространение средства подвижной связи — персональные радио-телефоны и мобильные телефоны, спутниковые телефоны, позволяющие пользователю общаться в любом удобном месте без привязки к месту расположения аппарата подключённого проводной телефонной линией.
Тем не менее, при необходимости и в настоящее время применяются более простые варианты связи, которые использовались для телефонных переговоров в течение истории развития. До сих пор используются прямое проводное соединение только между двумя аппаратами (в т.ч без подключения к какой либо большой телефонной сети и использования номеров), а также установление соединения через оператора-телефонистку, широко распространены междугородние телефонные переговорные пункты и т. д. и т. п.
В настоящий момент телефонные переговоры рассматриваются подавляющим большинством людей, как допустимая альтернатива личному общению. В ряде случаев телефонный разговор может считаться необходимой заменой личному общению по самым разным причинам: например, если требуется высокая оперативность коммуникации, в случае нежелания или невозможности личной встречи, а также в том случае когда необходимо соблюдение анонимности (при использовании таксофона, общественного переговорного пункта или услуги АнтиАОН на персональном абонентском номере) и т. д. и т. п.
Телефонная связь используется даже для проведения интервью удалённо.
Такое качество телефонной связи как условная анонимность вызывающего пользователя (даже если пользователь видит номер инициатора, не обязательно, что этот номер принадлежит известному для него человеку) привело к появлению специфичного вида шуток и хулиганства — телефонный пранк.

## Особенности телефонных переговоров
Среди пользователей телефонных сетей сформировалась своего рода особая культура и правила общения. В разных языках мира существуют специальные фразы, характеризующие начало разговора (например в русском, английском и французском — «алло»). Как правило, при установлении сеанса связи абоненты представляются друг другу, так как в результате автоматического соединения далеко не всегда очевидно, кто в действительности звонит и кто взял трубку на другой стороне.
В корпоративной телефонии данное правило потеряло свою актуальность, так как там чаще всего абонентам отображается и номер звонящего (Caller ID) и имя, а порой и должность пользователя. Впрочем, аналогичным образом пользователи современных мобильных телефонов с адресной книгой, не обязательно представляются друг другу, если они знакомы друг с другом, знают номера телефонов друга и видят номер пользователя на другой стороне на дисплее, наряду с информацией из телефонной книги устройства.
Появились также правила хорошего тона в телефонных разговорах — не молчать долго в рамках общения по телефону (так как телефонный разговор, как правило платный, а невербальное общение по телефону не имеет смысла), перезванивать в ответ на пропущенный вызов, если известен номер инициатора, а также созваниваться повторно, если связь прервалась внезапно из-за технических сбоев и т. д. и. т.п.
Специалисты по бизнесу и обслуживанию рекомендуют также придерживаться правил делового общения по телефону (которые, впрочем, могут немного отличаться в разных организациях).

## В искусстве
В связи с популярностью явления, телефонные разговоры очень часто упоминаются в массовой культуре. Ниже в качестве примера приводится только небольшая часть произведений, в которых телефонный разговор является одним из ключевых особенностей сюжета.

### Музыка
- Человеческий голос (опера) — моноопера Пуленка о женщине, разговаривающей по телефону с бывшим любовником

### Кинематограф
- Сотовый (фильм) — разговоры по телефону помогают главным героям распутать сложную ситуацию и справиться с преступниками — продажными полицейскими
- Телефонная будка (фильм) — в центре сюжета человек в будке, которого под угрозой убийства снайпер по телефону заставляет исправить свою лживую жизнь
- Каждый вечер в одиннадцать — о случайном знакомстве по телефону, повлиявшем на жизнь героя
- Вас вызывает Таймыр (фильм) — комедия, связанная с особенностями современной междугородной телефонной связи в СССР
- Телефон (мультфильм) — стихотворная сказка, в которой Корней Чуковский общается со зверями, черно-белый мультфильм снят во время Второй мировой войны
- Матрица (трилогия) — серия фантастических фильмов-боевиков, в которых телефонная связь используется для отключения сознания от виртуального мира и возврата в реальность
- Если хочешь хорошо провести время, звони…(фильм) — комедия о сотрудницах службы секса по телефону

## Ограничение права на разговоры
Право на разговор по мобильному телефону может быть ограничено по соображениям общественного порядка в учреждениях культуры (театрах, библиотеках), в государственных учреждениях, на религиозных церемониях, в общественном транспорте и т. п. Как правило, использование телефона в таких случаях не рекомендуется, хотя в экстренных случаях возможно.
Как правило водителям транспорта также запрещено использование мобильной связи без соответствующих устройств, освобождающих руки во время управления движением.
В связи с тем, что телефонные переговоры с близкими людьми являются необходимым благом, которые человек технически может получить в случае лишения свободы, такая возможность гарантируется законодательством многих стран.
Чаще всего, гарантируется право на телефонный звонок при задержании, а также право на периодическое общение по телефону из места заключения. Тем не менее, мобильные телефоны в тюрьмах и СИЗО, как правило запрещены.

### В законодательстве РФ
подозреваемый в кратчайший срок, но не позднее 3 часов с момента его доставления в орган дознания или к следователю, имеет право на один телефонный разговор на русском языке в присутствии дознавателя, следователя в целях уведомления близких родственников, родственников или близких лиц о своем задержании и месте нахождения, о чём делается отметка в протоколе задержания

Осужденным к лишению свободы предоставляется право на телефонные разговоры. При отсутствии технических возможностей администрацией исправительного учреждения количество телефонных разговоров может быть ограничено до шести в год. Продолжительность каждого разговора не должна превышать 15 минут. Телефонные разговоры оплачиваются осужденными за счет собственных средств или за счет средств их родственников или иных лиц. Порядок организации телефонных разговоров определяется федеральным органом исполнительной власти, в ведении которого находится исправительное учреждение.

## Нежелательные телефонные вызовы
Нежелательные телефонные вызовы включают в себя любые не требующиеся пользователю и неприятные телефонные звонки и вызывающие у него чувство дискомфорта, мешающие его жизнедеятельности. К наиболее распространенным типам таких нежелательных вызовов относятся упомянутый выше пранк — телефонное хулиганство, вызовы с целями продажи товаров и услуг и других видов телемаркетинга и тихие звонки (когда не слышно пользователя инициировавшего вызов). Непристойные телефонные звонки и другие угрожающие звонки являются преступными действиями в большинстве юрисдикций, особенно когда речь идет о преступлениях на почве ненависти.
Нежелательные вызовы также могут использоваться телефонными мошенниками. Факсимильные аппараты могут также принимать сообщения в рамках неожидаемых и нежелательных вызовов (рекламный факс-спам).
Идентификатор вызывающего абонента обеспечивает некоторую защиту от нежелательных вызовов (пользователь может не принимать вызов от незнакомого инициатора), но отображение номера может быть отключено вызывающей стороной. Даже если идентификатор вызывающего абонента для конечного пользователя недоступен, звонки все ещё регистрируются как в биллинговых записях в исходной телефонной компании, так и через автоматическую идентификацию номера, поэтому во многих случаях телефонный номер преступника может быть обнаружен. Однако это не обеспечивает полной защиты: преследователи могут использовать таксофоны, а в некоторых случаях идентификатор вызывающего абонента (но не обязательно автоматическая идентификация номера) может быть подделан или заблокирован. Злоумышленники могут также использовать «брошенные» мобильные телефоны или SIM-карты за некоторую плату. Пользователи IP-телефонии могут посылать фиктивный идентификатор вызывающего абонента или направлять вызовы через серверы в нескольких странах.
Даже в этих случаях, при наличии достаточных усилий правоохранительных органов и телекоммуникационных компаний, постоянных обидчиков можно часто отслеживать техническими средствами.
Телефонные компании и производители телефонного оборудования предоставляют абонентам ТФОП специальные сервисы для решения этой проблемы — «Черные и белые списки», «Не беспокоить» (DND).
Call Screening — ещё одна мера противодействия нежелательным звонкам.
Большинство телефонных компаний в США и в Европе имеют отдел, посвященный обработке жалоб относительно нежелательных телефонных звонков. В уголовных делах, таких как непристойные или угрожающие телефонные звонки, полицейские подразделения выделяют ресурсы, предназначенные для решения таких дел.
В России приёмом таких заявок обычно занимаются абонентские отделы телекоммуникационных компаний и правоохранительные органы.
Существует также явление телефонного терроризма, когда в рамках телефонного вызова поступает заведомо ложное сообщение о готовящемся террористическом акте или преступлении.
Опыт прошлых звонков, например получение травмирующих новостей или неприятный и гневный звонок, также может сыграть определенную роль в развитии фобии.
Дискомфорт или страх перед совершением и/или приёмом телефонных звонков,  буквально «боязнь телефонов» — получило название ''телефобия'' или телефонофобия . Телефобия  может варьироваться от страха перед мыслями о телефонных вызовах вообще до страха перед фактическим конкретным телефонным звонком. Звонок может вызвать череду тревог, характеризующихся мыслями, связанными с необходимостью говорить. Подверженные такой фобии обычно сообщают о страхе, что они не смогут должным образом ответить или обнаружат, что им нечего ответить, что приведёт к неловкому молчанию. В 1993 году сообщалось, что около 2,5 миллионов человек в Великобритании страдали телефонной фобией. Опрос офисных работников в Великобритании в 2019 году показал, значительное число людей испытывают тревогу, когда звонит телефон.

## Статистика
В 2012 году появились статистические выкладки, что телефонный разговор становится устаревшим видом коммуникации. 
Мобильный телефон перестал быть простым средством связи для жителей США. По данным Ассоциации производителей сотовой связи (Cellular Telephone Industries Association, CTIA), сегодня на голосовые разговоры приходится меньше половины всего трафика американских телекоммуникационных компаний (…) Согласно статистике CTIA, за последние 12 месяцев количество коротких сообщений в сетях национальных операторов связи выросло на 50 %, а объём голосового трафика, напротив, заметно упал. Сократилась и продолжительность телефонного разговора: если в 2008 году сеанс телефонной связи длился в среднем 2,27 минуты, то в 2009 году этот показатель уменьшился до 1,81 минуты. Активнее всего не для разговоров мобильники используют американские тинейджеры: по результатам исследований Pew Internet and American Life Project, ежемесячно подростки пишут и получают до 1500 сообщений
.